# 酋彦規
酋彦規（チュ・オンギュ、朝鮮語: 추언규、生没年不詳）は、高麗王朝に亡命した呉越国の文士。

## 人物
呉越国は地理的に不利な条件であるにもかかわらず、海を挟んだ統一新羅や後百済などと外交交渉をおこなっていた。かかる状況は高麗王朝に呉越国との交渉を志向させた。高麗王朝は呉越国と関係を築くため、太祖2年（919年）に呉越国に金立奇を派遣した。この時、呉越国の酋彦規は高麗王朝に亡命した。
呉越国から高麗王朝に渡来した人士の少なくなかったことは、『高麗史』巻一「太祖本紀」太祖二年九月の条に、呉越国の文士の酋彦規の来往を伝えた記事があり、六年六月の条にも、呉越国の文士の朴厳の来往が記録されていることからも窺える。

## 登場作品
- 『太祖王建』（2002年、KBS） - 추언규：김경하